# 鷲神社 (我孫子市)
鷲神社（わしじんじゃ）は千葉県我孫子市の神社。読みは「わし」であり「おおとり」ではない。

## 沿革
平将門の家臣久寺家豊後大炊左馬助が勧請したと伝わる。旧社殿は元文2年（1737年）、現社殿は万延2年（1861年）の再建。大正3年に下居村附の香取社、上居村附の八坂社ら神立台の雷社を合祀した 。

## 交通アクセス
- JR東日本常磐線我孫子駅より徒歩15分。